# Šala (Gottheit)
Šala ist eine sumerische, babylonische, assyrische und hurritische Göttin. Sie galt als Gattin von Adad, Dagān oder Nusku, im hurritischen Bereich auch von Kumarbi.
Sie trägt manchmal das Epithet ša šadî, was nach Klengel auf eine nördliche Herkunft verweisen könnte. Nach dem MUL.APIN ist Šala die Göttin des Sternzeichens Jungfrau, die Ackerfurche (AB.SIN). 
Sie wurde als Schwurgottheit in neuassyrischen Vasallenverträgen angerufen, so in dem Akitu-Vertrag (VAT 11449), wo sie direkt nach Adad aufgeführt wird. In Aššur wurde sie zusammen mit Nisaba und Ḫabiru im Adad-Tempel verehrt (KAV 42 II 8-11).
Šala ist, wenn auch nicht häufig, als theophorer Namensbestandteil überliefert, so in Ipiq-Šala aus Sippar in der Regierungszeit von Samsu-ditana.